# Sala Consilina
Sala Consilina es una localidad y comune italiana de la provincia de Salerno, región de Campania, con 12.689 habitantes. Está muy cerca del límite con la región de Basilicata.

## Evolución demográfica
| Gráfica de evolución demográfica de Sala Consilina entre 1861 y 2001 |
|                                                                      |
| Fuente ISTAT - elaboración gráfica de Wikipedia                      |